# Konsumgüterproduktion in der DDR

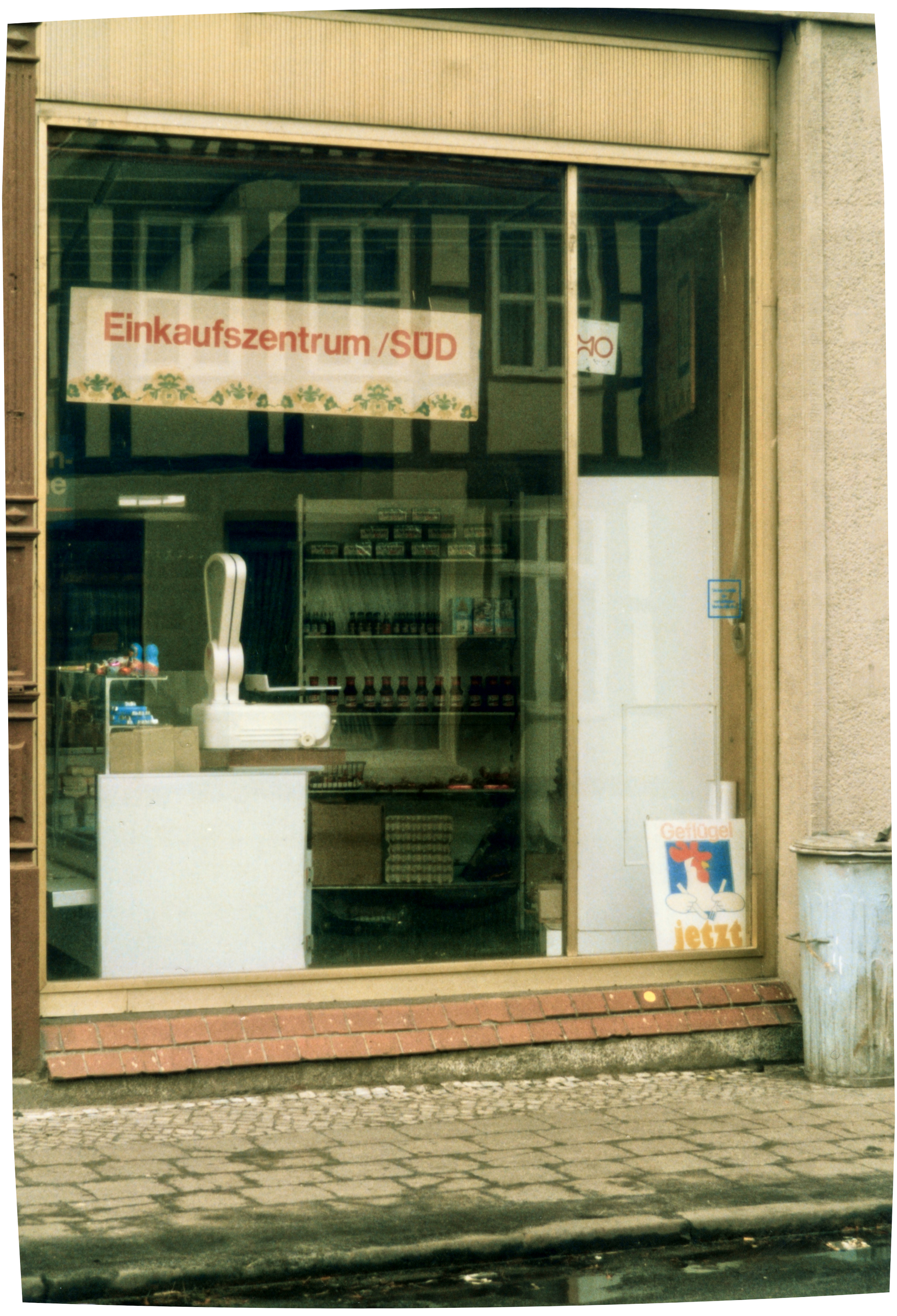
HO-Einkaufszentrum in Salzwedel (Januar 1990)

Die Konsumgüterproduktion in der DDR war eine Aufgabe der Betriebe in der DDR zur Erhöhung des Versorgungsniveaus und zur Befriedigung der materiellen und kulturellen Bedürfnisse der Bevölkerung. Die Konsumgüterproduktion der DDR in den 1970er und 1980er Jahren konnte das Lebensniveau nicht im erwünschten Maß erhöhen.
Der Begriff bedeutet eigentlich allgemein die Produktion von Konsumgütern. In der DDR erlangte die Konsumgüterproduktion eine spezielle Bedeutung. Dabei ging es nicht nur um die eigentliche Konsumgüterindustrie oder das Konsumgüterhandwerk. Vielmehr wurde die Konsumgüterproduktion zu einem zentralen Begriff, als in der Planwirtschaft auch die eigentlich produktfremden Hersteller in großem Umfang zur Konsumgüterproduktion herangezogen wurden.
Im ersten Fünfjahresplan von 1950 wurde der Schwerpunkt auf die Stärkung der Schwerindustrie gelegt. Die Industrieproduktion sollte sich in dieser Zeit verdoppeln. Hintergrund war insbesondere die Kompensation der Abtrennung der Schwerindustrie im Ruhrgebiet und der Bedarf der Sowjetunion an Produkten der Schwerindustrie für die Aufrüstung im Zeichen des Korea-Krieges. Nach dem Aufstand vom 17. Juni 1953 begann ein Umdenken der DDR-Führung. Mit dem zweiten Fünfjahresplan wurde nun eine Verschiebung des Schwerpunkts auf die Produktion von Konsumgütern begonnen.
Die SED definierte die Konsumgüterproduktion aus sozialpolitischer Sicht als „grundlegendes gesellschaftliches Erfordernis für die Durchführung der Hauptaufgabe und zur Entwicklung eines effektiven Exports auf der Basis eigener Rohstoffe und Materialien und ihrer Veredelung“. Ihre Rolle als wesentliches Element der Volkswirtschaft sollte gestärkt werden, ihr Gewicht in der Ökonomie weiter zunehmen.

## Konsumgüterindustrie und -handwerk
Konsumgüterindustrie und -handwerk sind traditionell für die Herstellung von Konsumgütern für den Endverbraucher zuständig. In der DDR wurde folgender Ausstattungsbestand an ausgewählten langlebigen, technischen Konsumgütern je 100 Haushalte registriert:
| Jahr | priv. PKW | priv. Kräder | Kälteschränke | Waschmaschinen | Fernseher |
| ---- | --------- | ------------ | ------------- | -------------- | --------- |
| 1961 | 4,7       | 14,9         | 9,0           | 9,5            | 25,1      |
| 1970 | 15,6      | 19,4         | 56,4          | 53,6           | 73,6      |
| 1980 | 38,1      | 18,4         | 108,8         | 84,4           | 105,0     |
| 1988 | 54,7      | 18,4         | 159,6         | 107,3          | 125,2     |

Diese Zahlen sagen nichts über Qualität und Wert der Waren aus. Der Plan definierte in erster Linie zu produzierende Mengen ("Tonnenideologie"). Ob sie die objektiven und subjektiven Erwartungen der Kunden tatsächlich in der Summe erfüllen konnten, war hingegen nicht sichergestellt. Auch wenn die Qualität der Konsumgüter offensichtlich nicht immer gegeben war, muss konstatiert werden, dass auch in der DDR der Lebensstandard nach dem Krieg bis 1970 innerhalb des RGW mit am stärksten gestiegen war. 
Für hochwertige Konsumgüter existierten staatlich vorgegebene Vorschriften (TGL) über deren Haltbarkeit. Für Haushaltskühlgeräte und Kompressoren waren beispielsweise zuerst 10 und später 12 Jahre Lebensdauer vorgeschrieben. In die Bundesrepublik exportierte DDR-Kühlschränke wurden alsbald aus dem Lieferprogramm von Quelle genommen, da sie zu lange funktionierten und ein umsatzankurbelnder Kauf eines neuen Nachfolgegerätes zu lange dauerte.

### Kaufkraftüberhang und Mangelwirtschaft

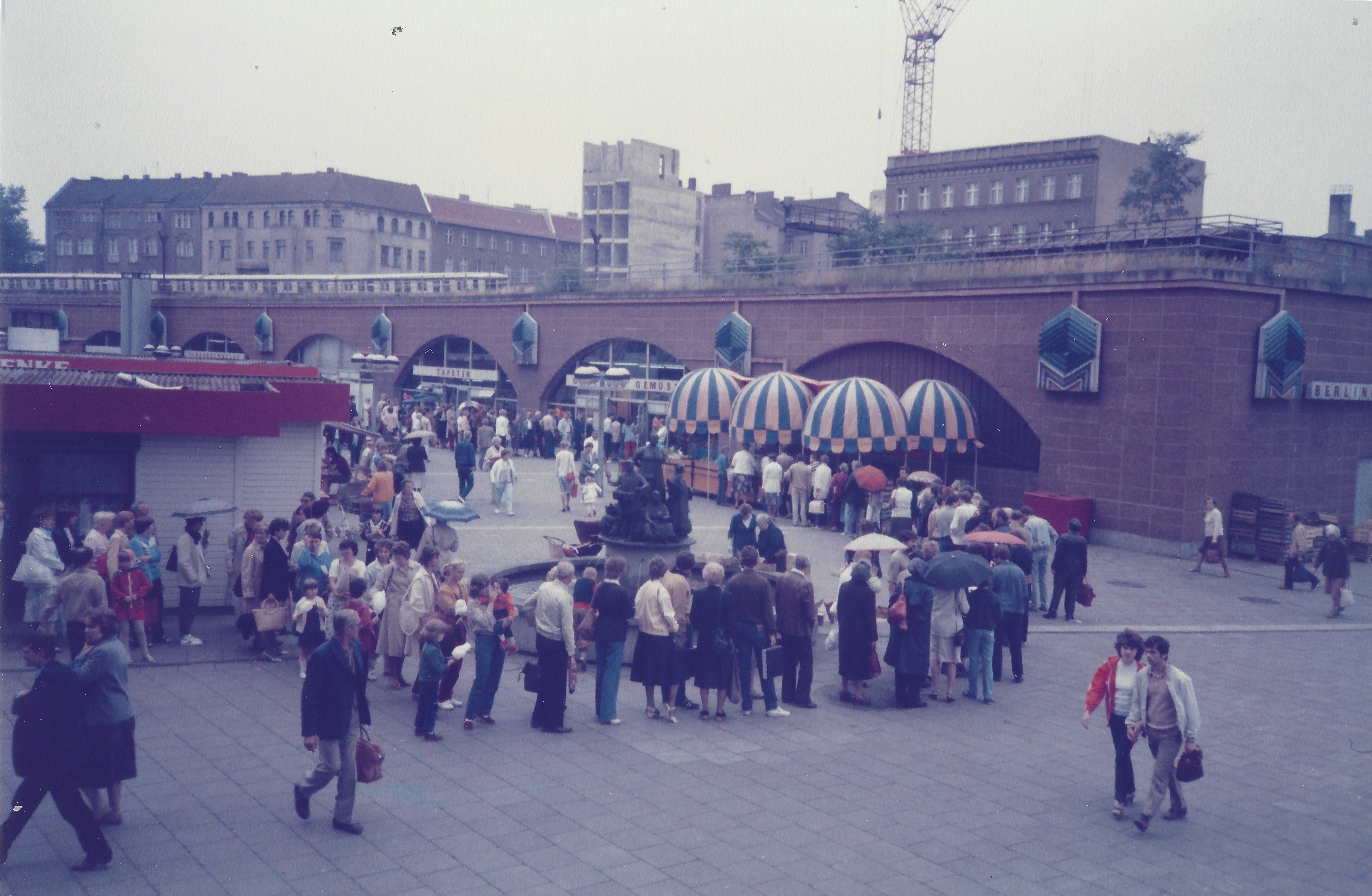
Schlange für Obst und Gemüse in Berlin-Mitte (1985)

In der DDR wuchs die Kaufkraft der Bevölkerung stärker als das Angebot an hochwertigen Konsum- und Luxusgütern (Kaufkraftüberhang). Die Konsumgüter produzierenden Betriebe und Kombinate waren nicht annähernd in der Lage, die in den 1970er Jahren gestiegenen Konsumwünsche zu decken und die Kaufkraft der Bevölkerung abzuschöpfen, die sich aufgrund stetig steigender Löhne und guter Renditen auf Spareinlagen ständig vergrößerte. Einerseits verhinderte die Preisbindung eine Anpassung der Preise an sich verändernde Kosten. Andererseits erhöhte sich insbesondere unter Erich Honecker die Konsumtionsrate am Nationaleinkommen immer weiter, was den Umfang freier Investmittel immer weiter verringerte, die zur Erhöhung und Verbesserung der Produktion notwendig gewesen wären. Zudem wurden bei der zentralen Festlegung der Preise Kaufkraft und Nachfrage oft völlig unterschätzt, also unrealistisch niedrige Preise festgelegt. Die Folge dieser aufgestauten Inflation war eine Mangelwirtschaft. Gerade hochwertige Konsumgüter waren nicht, nur als Bückware oder gegen Westgeld zu erhalten. Auf viele Waren (auch im betrieblichen Bereich) gab es sehr lange Wartezeiten, die ein effektives Wirtschaften verhinderten und die Konsumenten demoralisierten. So betrug die reguläre Wartezeit beim Neuwagen-Kauf in der DDR bis zu 18 Jahre.

### Priorität des Exportes
Ein zweites Ziel bestand darin, hochwertige und exportfähige Konsumgüter zu produzieren. Die DDR war als ressourcenarmes Land generell gezwungen, lebenswichtige Rohstoffe, aber auch Nahrungs- und Genussmittel zu importieren, wofür ein gleichwertiger Export benötigt wurde. Um den westlichen Markt zu erschließen, vereinbarte die DDR sehr niedrige Preise für exportierte Waren. Viele Waren der in Westdeutschland beliebten Versandkataloge Neckermann und Quelle, aber auch für Ikea wurden in der DDR hergestellt. Hinzu kamen unter anderem Exporte im Bereich der Chemie und des Maschinenbaus, beispielsweise die Flachstrickmaschinen von Diamant. Zudem gab es einen vielfältigen Export in Schwellenländer. Da der Export der in der DDR produzierten Konsumgüter in den Westen nur zu ungünstigen Preisen möglich war, waren die Möglichkeiten des Importes von Konsumgütern aus dem Westen stark eingeschränkt. Sie waren, von Kaffee abgesehen, oft nur in geringer Menge, zeitlich begrenzt oder zu hohen Preisen verfügbar. Ohne Wartezeiten, jedoch nur gegen frei konvertierbare Währung, gab es westliche Konsumgüter im Intershop oder über Genex.

## Konsumgüterproduktion als gesellschaftlicher Auftrag
Galt in der Nachkriegsära unter Walter Ulbricht noch das Motto: „Wie wir heute arbeiten, werden wir morgen leben!“, so wurde Ende der 1960er Jahre deutlich, dass die Bevölkerung schon jetzt, nicht irgendwann morgen, den Lohn ihrer Arbeit ernten wollte. Das hatte unter anderem zwei Gründe:
1. Nach den Jahren des Wiederaufbaus begann die Entwicklung des Lebensniveaus in der DDR zu stagnieren. Unabhängig von politischer Unzufriedenheit kam also zusätzlich materielle Unzufriedenheit auf, die objektiv in der Volkswirtschaft begründet war, weil die sich hauptsächlich der Schwerindustrie und der industriellen Landwirtschaft widmete.
2. Von außen wirkte insbesondere das Beispiel des Wirtschaftswunders in der Bundesrepublik Deutschland auf die Menschen in der DDR. Sie sahen einerseits die erstarkende Industrie und Wirtschaftskraft, aber eben auch den rasant wachsenden individuellen Lebensstandard in der Bundesrepublik. Diesem Vergleich konnten die Verhältnisse in der DDR nicht standhalten.

Die Konsumgüterproduktion wurde deshalb in den 1970er Jahren zu einer Schwerpunktaufgabe der damaligen Gesellschaft. Der VIII.(8.) Parteitag der SED 1971 (wenige Monate nach der Machtübernahme von Erich Honecker) formulierte die Aufgabe, „den Bedarf der Bevölkerung zu einer der entscheidenden Ausgangsgrössen der Produktion und Versorgung zu machen“.
Das hatte eine sehr politische Bedeutung. Nach Ende des Zweiten Weltkrieges 1945, der Entstehung zweier deutscher Staaten 1949, dem Kalten Krieg, dem Mauerbau 1961 und der Grenzabriegelung zum Westen sollten dem Volk der DDR Vorzüge der sozialistischen Gesellschaft gegenüber dem Kapitalismus allgemein – und der Bundesrepublik Deutschland konkret – erlebbar gemacht werden. Die Entbehrungen der letzten Jahre sollten ersetzt werden durch höheren Lebensstandard oder, wie es offiziell hieß, „durch die bessere Befriedigung der materiellen und kulturellen Bedürfnisse der Werktätigen“. Dem diente das beschlossene sozialpolitische Programm, dessen Kernpunkte das Wohnungsbauprogramm und unter anderen auch die Steigerung der Konsumgüterproduktion waren.
Das Problem des vergleichsweise niedrigeren Lebensstandards gegenüber dem Westen bestand in allen sozialistischen Staaten. So versuchten die Partei- und Staatsführungen durch Spezialisierung und Kooperation innerhalb des RGW auch dieses Problem zu lösen. Im Unterschied zur Großindustrie, in der bestimmte Fertigungen einzelnen Mitgliedsstaaten zugeordnet wurden, kam es in der Konsumgüterproduktion nicht zu einer Spezialisierung. Innerhalb des RGW entwickelte sich ein spezieller Austausch von Konsumgütern, in der DDR war dafür unter anderem die ko-impex Handelsgesellschaft für Konsumgüteraustausch mbH, Karl-Marx-Stadt zuständig. Deren Handelsumsatz reichte aber in keiner Weise an die Konsumimporte aus dem Westen heran, die in allen sozialistischen Staaten in besonderen Läden gegen Devisen erworben werden konnten (in der DDR im Intershop, in der CSSR im Tuzex usw.).
Neben den ursprünglich Konsumgüter herstellenden Betrieben wurden auch alle anderen aufgefordert, außer ihren eigentlichen Produktionsaufgaben zusätzlich Konsumgüter zu produzieren. Partei und Regierung formulierten den gesellschaftlichen Auftrag an die Kombinate und Betriebe, die vorwiegend Produktionsmittel lieferten, fünf Prozent ihrer Warenproduktion als Konsumgüter herzustellen. Es entstand eine regelrechte Kampagne und der Erfüllung der Planaufgaben zur Herstellung von zusätzlichen Konsumgütern wurde eine sehr hohe Bedeutung beigemessen.

## Beispiele

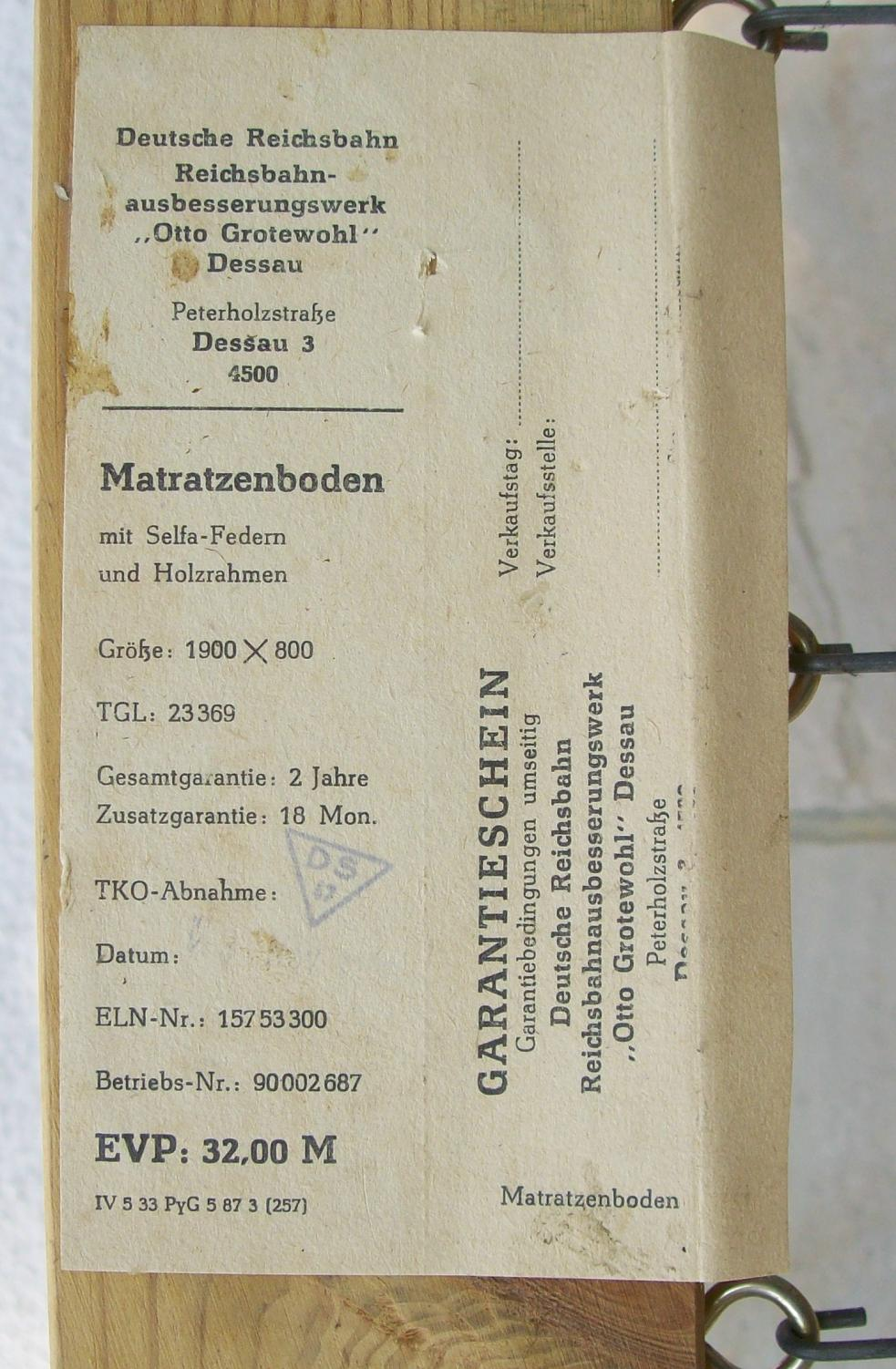
Typenschild an einem Federboden

Anfangs suchten die Betriebe jede Möglichkeit, die Auflagen zur Konsumgüterproduktion formell zu erfüllen. In der Planwirtschaft der DDR nahm das teilweise auch groteske Züge an. Während in vielen dafür prädestinierten Bereichen die Konsumgüterproduktion tatsächlich gesteigert wurde, kam es in vielen Betrieben auch zu Alibiproduktionen, nur um die Planvorgaben zu erfüllen. Nachfolgend einige Beispiele und Formen der staatlich verordneten Konsumgüterproduktion:

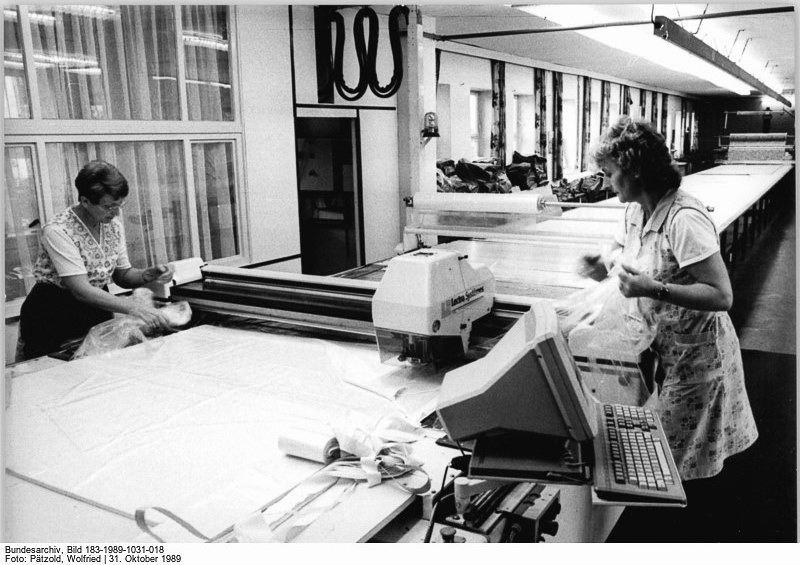
Rechnergesteuerter Stoffzuschnitt sollte 1989 Voraussetzungen für eine höhere und effektivere Konsumgüterproduktion in der Möbelindustrie der DDR schaffen.

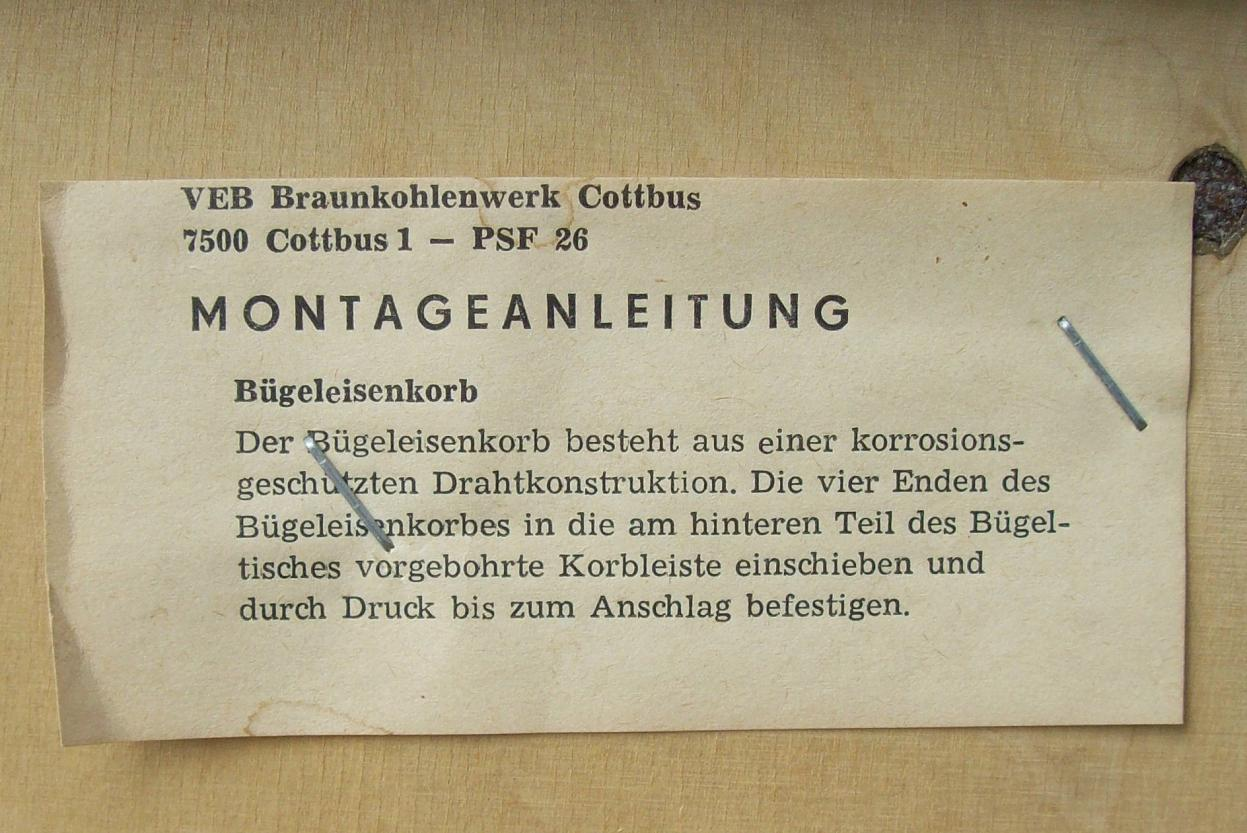
Artikelbeschreibung an einem Bügelbrett

- Der VEB Steremat stellte Geräte der Heim-Elektroakustik und andere elektronische Geräte militärischer Nutzung sowie Halbleiterhalbfabrikate her.
- Ein Bahnenergieversorger stellte Stahlraumteiler für Wohnungen her, weil er u. a. Schweißer beschäftigte.
- Im Walzwerk in Finow wurden Hollywoodschaukeln hergestellt.
- Die Neptun Werft in Rostock produzierte Flaschenöffner.
- Die Sargtischlerei Oderberg produzierte Puderkästen.
- Die Möbeltischlerei Groß Schönebeck stellte Holzharken her.
- Das Rohrkombinat Riesa produzierte Edelstahlbestecke.[6]
- Das Reichsbahn-Ausbesserungswerk Eberswalde verkaufte Brennholz.
- Der VEB Bergmann-Borsig stellte den in der DDR sehr bekannten Elektorasierer bebo sher her.
- Der VEB TRO (Transformatorenwerk Oberspree – einer der größten Betriebe Ostberlins) fertigte in seinem Betriebsteil Rummelsburg einen elektrischen Rasenmäher („Trolli“).
- Im Kranbau Eberswalde wurden PKW-Anhänger hergestellt.
- Das Petrolchemische Kombinat Schwedt stellte Gartenmöbel aus Plaste her.
- Im Eisenhüttenkombinat Ost wurden Mikrowellenherde hergestellt.
- Das Qualitäts- und Edelstahlkombinat produzierte den Wohnwagen QEK Junior.
- Das Sprengstoffwerk Gnaschwitz stellte Fliegenklatschen her.
- Im Braunkohlekraftwerk Jänschwalde wurden Bügelbretter produziert.
- Das VEB Robotron-Büromaschinenwerk „Ernst Thälmann“ Sömmerda stellte u. a. Kleingebäckpressen (Typ 102) und Entsafter (Typ Z 1015) her
- VEB Robotron-Elektronik Dresden Direktionsbereich Forschung und Entwicklung, Fachgebiet Wissenschaftlicher Gerätebau fertigte z. B. einen elektrischen Heizschuh „Sandalon“.
- Das Schwermaschinenbau-Kombinat „Ernst Thälmann“ (SKET) produzierte ab 1988 einen Heimcomputerbausatz namens HCX
- Das Fernmeldewerk in Neustadt-Glewe (FNG) produzierte Lampenschirme, das in Nordhausen (FMN) Nostalgietelefone[7]
- Von einem Elektronikbetrieb wurden codierte PKW-Radmuttern produziert.
- VEB Elektrokohle Lichtenberg stellte in einer eigenen Töpferei kunstgewerbliche Feinkeramik her.
- Im Gaskombinat Schwarze Pumpe wurden der Wohnwagen Lausitz 310 und PKW-Anhänger gefertigt.
- Der Lokomotivenhersteller LEW in Hennigsdorf produzierte elektrische Warmwasserspeicher, Bandsägen und Gartenmöbel.
- Das KWO Betriebsteil Meißen (Hauptwerk Niederauer Straße) stellte Wäscheständer (Wäschespinne) aus Aluminiumprofilen her.
- Das Turbowerk Meißen stellte unter anderem Luftkissenrasenmäher her.
- Das IFA "KFZ Zubehörwerk" Meißen stellte neben Fußluftpumpen auch Verbrennungsmotormodelle her.
- Der VEB Mathias-Thesen-Werft in Wismar produzierte Faltboote und Falttüren.
- Der VEB Dieselmotorenwerk Rostock stellte Kaffeemühlen mit Bakelitkorpus her.
- Der VEB Schirmfabrik Karl-Marx-Stadt produzierte zusätzlich Plasteschalen (Teller).
- Andere Quellen registrierten:[8]
  - ein Papierverarbeitungsmaschinenwerk, das Tragegriffe für Fahrräder und eine Werft, die Gartenmöbel und Rasenmäher produzierte;
  - die Herstellung von Frühstücksbrettchen aus Sprelacart, von Rasenmähern, Schrankklappbetten, Universalspannvorrichtungen für Hobbybastler, Gartenbänken und anderen Möbeln auf der Neptun Werft Rostock.

## Ergebnisse
Die Konsumgüterproduktion der DDR in den 1970er und 1980er Jahren konnte das Lebensniveau nicht im erwünschten Maß erhöhen. Auch die Erwartungen, dass sich mit höherem Lebensstandard die Leistungsmotivation der Bevölkerung in der sozialistischen Volkswirtschaft steigern ließe, wurde nicht erfüllt. Ende der 1970er Jahre wurde deshalb die Konsumgüterproduktion wie ein Wirtschaftszweig organisiert, von den zufälligen Beiträgen dafür unbedarfter Betriebe unabhängig und zur zweiten Produktionsaufgabe gemacht. Die gesamtwirtschaftliche Erfüllung der gestellten Aufgaben sollte die Steigerung des materiellen und kulturellen Lebensniveaus in der DDR dokumentieren. Seit 1971 widmete die DDR der Konsumgüterproduktion eine eigene Statistik, womit sie im Laufe der Jahre Erfolge nachweisen wollte.
Während die SED 1986 noch triumphal abrechnete, dass die Konsumgüterproduktion 1985 doppelt so groß wäre wie 1970 und dass darunter seit 1980 doppelt so viel neu entwickelter Konsumgüter bereitgestellt worden wären, zog das Politbüro der SED nach der politischen Wende 1989 eine bitterere Bilanz: „… Die Zinszahlungen an die Bevölkerung betragen 1989 voraussichtlich fünf Milliarden M. Das ist mehr als der gesamte Jahreszuwachs des Warenfonds im Jahre 1989. Das Wachsen der Spareinlagen ist einerseits Ausdruck des Vertrauens der Bevölkerung zur gesellschaftlichen Entwicklung und des Wunsches, mit wachsendem Lebensstandard über persönliche Reserven zu verfügen, hängt aber andererseits zum Teil mit nicht realisierbaren Kaufwünschen, besonders nach langlebigen und hochwertigen Konsumgütern, zusammen (PKW, HiFi-Anlagen u.ä.) … Gleichzeitig sind Maßnahmen zur Kaufkraftbindung durch die Steigerung der Produktion hochwertiger Konsumgüter sowie durch höhere Veredlung zum Beispiel eigener landwirtschaftlicher Rohstoffe wie Milch und Fleisch, durch Entwicklung von Dienstleistungen und Gewerbe bzw. Bildung von Sachvermögen durch industriellen Eigenheimbau und eventuellen Kauf von Etagenwohnungen vorzuschlagen …“